# شادی مضاعف (فیلم)
شادی مضاعف (به انگلیسی: Double Happiness) فیلمی محصول سال ۱۹۹۴ و به کارگردانی مینا شوام است. در این فیلم بازیگرانی همچون ساندرا اوه و کلوم کیت رنی ایفای نقش کرده‌اند.